# Mirium Blanchard
 (janvier 2019).
Pour les articles homonymes, voir Blanchard.
Mirium Blanchard est une femme politique dominicaise.

## Biographie
Elle est secrétaire d'État au Plan dans le gouvernement de Roosevelt Skerrit depuis 2014.